# 日本軍占領地の競馬
日本軍占領地の競馬（にほんぐんせんりょうちのけいば）では、第二次世界大戦中に日本軍が占領していた地域で行っていた競馬について説明する。太平洋戦争以前、イギリス人やアメリカ人は植民地や中国に設けた租界など世界各地に競馬場を設けていた。太平洋戦争でイギリスやアメリカと戦いその植民地や租界を占領し軍政下においた日本軍はそれを引き継いで上海、香港、マラヤ(マレーシア)、フィリピンなどで競馬を行っている。しかし、日本軍の占領地競馬は日本の軍事的敗勢で終わっている。
日本軍が軍事占領地で競馬を行った目的は、多少なりとも軍政当局が収入を得ることと、住民をギャンブルに向かわせることで日本軍占領への不満を少しでもそらせること、大量に発行された軍票によるインフレーション抑制策の一つなどであったと考えられている。日本軍は通貨として軍票を発行したが、過剰に発行され、また信用の薄い軍票のインフレを防ぐために軍票を回収する手段として強制的な献金や貯蓄奨励のほか、宝くじは占領地で広く発行され、競馬も行われたのである。　　

## 香港
日中戦争下でも日本軍はイギリス植民地であった香港への攻撃は控えていた。しかし、1941年12月8日の太平洋戦争開始と同時に日本軍は香港への攻撃を始め同月25日ヤング香港総督は日本軍に降伏する。日本軍は香港占領後すぐにハッピーバレー競馬場の再開を図る。日本軍はイギリス人の競馬をほぼそのまま引き継ぎ旧賽馬会を日本語の競馬会に改めたほかは事務所の場所も競馬場も運営もほぼそのままに受け継いでいる。馬の牧場も占領し競走馬350頭は日本軍の管理下に置かれている。香港攻撃で多くの市内交通網は破壊されたが競馬場へ通ずる電車道(路面電車)はすぐに修復されている。占領から4か月後の1942年4月25日から日本軍占領下での春シーズン競馬が始まっている。日本占領後の最初の香港競馬には磯谷廉介総督など日本軍政各長官が出席し盛大に行われ、イギリス人から接収した競走馬は名も英国名から中国名に変更されている。シーズン中は隔週でおもに土曜日に開催され、日曜日に開催されることもあった。入場料は競馬会会員席は会員は無料で会員以外が座る場合は軍票2元、一般観覧席は50銭、馬券は単勝式あるいは複勝式は1枚2元50銭で連勝式(揺彩票)は1枚50銭である。レースは土曜日は午後2時スタート、日曜なら1時スタートで1日に11レース程度行われた。冠レースやシーズンごとに重賞レースなども行われている。大レースでは場外でも馬券が発売され、1942年秋シーズンの重賞レースでは馬券は12万枚売れている。1943年からは馬券の値段は倍にされている。

## 上海
上海競馬場は租界内にあり、租界という特殊性ゆえに日中戦争中も日本軍が手が出せない土地で競馬が行われていた。しかし1941年12月日本とアメリカ・イギリスの開戦を受けて日本軍は上海租界に突入・占領下に置く。当時の上海は日本人94000人余り、ユダヤ人31000人、白系ロシア人29000余り、イギリス人6000人余り,フランス人3800人余り、他など外国人18万人あまりが住む国際都市だった。日本軍は当初は租界内では敵国人であっても民間人ならば赤い腕章をつける条件付である程度自由な行動を許し、このため日本軍占領下の上海競馬場でも1942年10月までは赤い腕章を付けたイギリス人が日本人と同じ競馬場で競馬を楽しんでいたという。イギリス人・アメリカ人など敵国人は1942年10月からは行動の制限が強化されていき上海競馬場への出入りも禁止される。騎手や馬主もイギリス人やアメリカ人から中国人に変更されている。しかしフランス人（ヴィシー政権）やドイツ人など非敵国人はその後も競馬を楽しむことが出来た。
1943年8月上海租界は日本の傀儡政権である汪精衛(汪兆銘)政権に引き渡され、上海競馬場には中国人も立ち入ることが出来るようになった（それまで中国人は使用人としてならともかく、観客として競馬場に入場することはできなかった。）。汪精衛(汪兆銘)政権下でも継続された上海競馬は1945年春には戦況の変化によって中断される。
1945年8月10日日本の敗戦が決定的になると中国人は競馬場に中華民国の国旗を立てた。これを見た上海レースクラブの秘書であるイギリス人オルセンは「日本はまだ降伏しておらず、また、競馬場はイギリス人の物であるので、もしも掲げるならばイギリス国旗である」とし、イギリス人オルセンは日本の憲兵を呼び、日本の憲兵は中華民国国旗を引き摺り下ろしている。
1946年、蒋介石が上海に凱旋した時には上海競馬場に20万人の中国人群衆を集め、外国の中国支配の一つの象徴であった競馬場で今、中国人の集会を開けることを中国人の勝利であると宣言している。

## マラヤ(マレーシア）
太平洋戦争開始後すぐに占領したマラヤでも日本軍はスランゴール競馬場を接収し75頭の競走馬も押さえている。マラヤでは日本軍は敵国の資産だった会社を接収し、敵産管理局の指示の下で実業家にそれを経営させ管理局はそれから利益を得た。スランゴール競馬場の権利はマラヤ人(華僑)が買い取り1942年7月から競馬は再開されている。

## フィリピン
アメリカの植民地のフィリピンではマニラにアメリカ人が競馬場を設けていたが、フィリピンを占領した日本軍は馬券からの収入を期待して競馬を行っている。 日本軍は比島慈善競馬協会という団体を作り1942年7月末から富籤(宝くじ)と競馬を開始している。